# Seyfettin
Seyfettin ist ein türkischer männlicher Vorname arabischer Herkunft mit der Bedeutung „Das Schwert der Religion“.

## Namensträger

### Osmanische Zeit
- Ömer Seyfettin (1884–1920), spätosmanischer Schriftsteller

### Vorname
- Sinan Seyfettin Akdeniz (* 1994), schweizerisch-türkischer Fußballspieler
- Seyfettin Dursunoğlu (1932–2020), türkischer Travestiekünstler und Komödiant Huysuz Virjin
- Seyfettin Kurtulmuş (* 1973), türkischer Fußballspieler und -trainer
- Timur Seyfettin Ölmez (Tim Seyfi; * 1971), deutscher Schauspieler türkischer Herkunft
- Mehmet Seyfettin Sedef (* 1987), türkischer Fußballspieler